# Hibernação (computação)
Hibernação em computação é uma funcionalidade de diversos sistemas operacionais que realizam o armazenamento da memória RAM volátil em um meio não volátil como por exemplo um disco rígido, permitindo que o computador possa ser desenergizado sem perder o seu estado de operação. Enquanto permanece em hibernação, o computador não consome energia ou baterias. Quando o computador é iniciado novamente, o conteúdo da memória RAM é restaurado a partir da cópia em disco, retornando o computador ao estado antes da hibernação.